# Piet Kleine
Pieter „Piet“ Kleine (* 17. September 1951 in Hollandscheveld/Gemeinde Hoogeveen) ist ein ehemaliger niederländischer Eisschnellläufer.
Bei den Olympischen Winterspielen 1976 in Innsbruck wurde Kleine Olympiasieger über 10.000 Meter und gewann Silber über 5000 Meter.
Vier Jahre später bei den Olympischen Winterspielen 1980 in Lake Placid gewann er nochmals die Silbermedaille über 10.000 Meter.
In seinem erfolgreichsten Jahr 1976 wurde Kleine zudem Weltmeister im Mehrkampf und stellte vier Weltrekorde auf. Er wurde 1976 zum Niederländischen Sportler des Jahres gewählt.
Er beendete 2001 seine Eislaufkarriere und widmete sich seinem Beruf als Briefträger, eine Arbeit, die er während seiner ganzes Sportkarriere weiter verfolgt hatte.